# ジョン・マカウン
ジョン・マカウン（John Macoun、1831年4月17日 - 1920年6月18日）はアイルランド生まれでカナダで働いた博物学者である。

## 略歴
アイルランドのダウン県、Magheralinに生まれた。アイルランドのジャガイモ飢饉によって1850年に家族とともにカナダに移住し、オンタリオ州のセイモア（Seymour）の分割居住区（タウンシップ）で農業を始めた。1856年に農夫であることに飽き足らず、教師となった。この時代に植物学に強い関心を持つようになった。正式な植物学の教育は受けていなかったが、野外での熱心な観察は、植物学者たちに知られるようになり、1860年までベルヴィルの学校で教えた。エイサ・グレイ、ウィリアム・ジャクソン・フッカー、ジョージ・ローソン、ルイ＝オヴィド・ブリュネらの植物学者と交流し、1868年にベルヴィルのアルバート・カレッジの植物学と地質学の教授任じられた。
カナダ太平洋鉄道のための立地調査を行う技術者、スタンフォード・フレミングと出会い、彼らの調査に雇われ、太平洋岸へいたる地域の調査に参加した。鉄道の最適経路の探索のほかに地域での農業の可能性をはかるための調査でマカウンが同行した時期は異常に降雨の多い季節であったため、マカウンは誤って、探検した地域は農業の適地であると結論づけた。
マカウンの報告書はカナダ地質調査所（Geological Survey of Canad）の所長、セルウィン（Alfred Richard Cecil Selwy）の注目するところ1879年に特別職、"Explorer of the Northwest territories"に任命された。カナダ地質調査所の博物学研究もふくまれる仕事に従事した後、1881年にオタワに移住し、カナダ地質調査所の"Dominion botanist"となった。カナダ地質調査所で31年間、働き1887年は副所長となった。毎夏フィールドワークを行い、カナダの植物、動物の標本を集め、整理に費やされた。100,000点を超える植物の標本はオタワのカナダ自然史博物館のカナダ国立標本館（National Herbarium of Canada）に収められた。